# أنتوني روبنسون
أنتوني روبنسون (بالإنجليزية: Anthony Robinson)‏ (1931)؛ روائي أمريكي.